# Давыдов, Сергей Дмитриевич
Серге́й Дми́триевич Давы́дов (бел. Сяргей Дзмітрыевіч Давыдаў; род. 2 марта 1979, Ростов-на-Дону) — российский тренер по фигурному катанию, ранее выступавший как фигурист-одиночник за Белоруссию. Восьмикратный чемпион Белоруссии (2001—2008), серебряный призёр Гран-при Китая (2006) и участник Олимпийских игр (2002, 2006). В 2008 году завершил соревновательную карьеру.

## Карьера

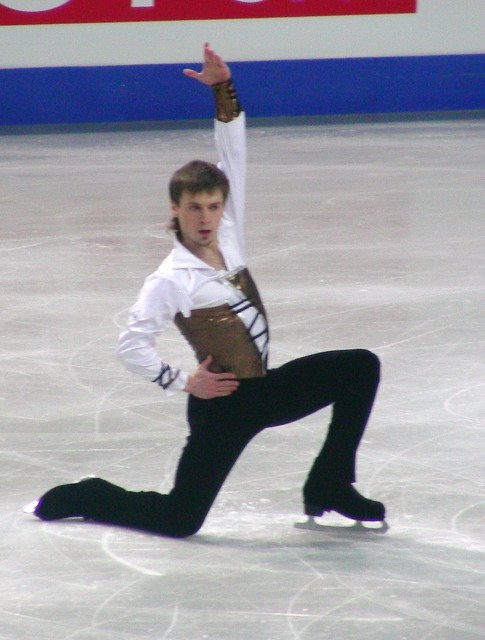
Выступление Сергея Давыдова в 2007 году

Сергей Давыдов начал кататься на коньках в 1985 году в родном Ростове-на-Дону. Первыми его тренерами были Светлана и Владимир Мелехины. В 1994 году каток в Ростове закрыли, и заниматься стало негде. Тогда Сергей переехал в Самару для тренировок у Нины Ручкиной. Под её руководством он в 1998 году стал серебряным призёром чемпионата мира среди юниоров, проиграв только Деррику Делмору. Дебютировал на международной арене на чемпионате мира среди юниоров в 1995 году. Однако во взрослую сборную России Сергею пробиться не удавалось, так как в тот период в российском мужском одиночном катании была сильнейшая конкуренция.
В конце сезона 1998-1999 Давыдова приглашает тренироваться в Москву Рафаэль Арутюнян. Однако и с новым тренером пробиться в сборную не удалось. Кроме того, ощущался недостаток внимания со стороны тренера, так как тот занимался преимущественно с Александром Абтом. В сезоне 1999-2000 Сергей Давыдов не участвовал ни в каких соревнованиях.
В 2000 году Давыдову предложили поменять гражданство и переехать в Витебск. Он принимает это предложение и с сезона 2000-2001 начинает представлять Белоруссию. С ним в Витебск поехала и его предыдущий тренер — Нина Ручкина. В Белоруссии он стал безоговорочным чемпионом на последующие восемь лет. Международных стартов стало значительно больше. Давыдов выезжал на чемпионаты Европы, мира и зимнюю Универсиаду.
В сезоне 2001-2002 Сергей вновь поменял тренера и вернулся в Москву. На этот раз его наставниками стали Елена Чайковская и Владимир Котин. На международной арене он по-прежнему представлял Белоруссию. Наивысшими его достижениями стали 7-е место на чемпионате мира 2003 года и 4-е место на чемпионате Европы 2007. Дважды участвовал в Олимпиадах. В 2002 году занял 21-е место, а в 2006 — 15-е. По окончании сезона 2007-2008 Сергей Давыдов завершил любительскую спортивную карьеру.
Обладал классической техникой исполнения элементов (особенно выделялся высококачественный по технике тройной аксель), однако стабильностью не отличался. Прыжок в четыре оборота так и не освоил.
В настоящее время он тренирует фигуристов в школе ЦСКА. Среди бывших и нынешних учеников белорусская одиночница Катерина Пахомович, российские фигуристки Анна Тарусина, Виктория Васильева и другие.

## Результаты
(Выступления за Белоруссию)
| Соревнования          | 00/01         | 01/02         | 02/03         | 03/04         | 04/05         | 05/06         | 06/07         | 07/08         |
| Международные         | Международные | Международные | Международные | Международные | Международные | Международные | Международные | Международные |
| --------------------- | ------------- | ------------- | ------------- | ------------- | ------------- | ------------- | ------------- | ------------- |
| Олимпийские игры      |               | 21            |               |               |               | 15            |               |               |
| Чемпионат мира        | 29            | 24            | 7             | 18            | 22            | 12            | 10            | 12            |
| Чемпионат Европы      | 5             | 9             | 13            | 12            | 12            | 13            | 4             | 9             |
| Гран-при Японии       |               |               |               |               |               |               |               | 6             |
| Гран-при Китая        |               |               |               |               |               |               | 2             | 4             |
| Гран-при США          |               |               |               | 11            |               | 8             | 5             |               |
| Гран-при России       |               |               |               | 11            | 8             |               |               |               |
| Nebelhorn Trophy      |               | 1             | 1             |               | 9             | 5             |               |               |
| Золотой конёк Загреба |               |               |               |               |               | 11            |               |               |
| Национальные          |               |               |               |               |               |               |               |               |
| Чемпионат Белоруссии  | 1             | 1             | 1             | 1             | 1             | 1             | 1             | 1             |

(Выступления за Россию)
| Соревнования                | 95/96         | 96/97         | 97/98         | 98/99         |
| Международные               | Международные | Международные | Международные | Международные |
| --------------------------- | ------------- | ------------- | ------------- | ------------- |
| Nebelhorn Trophy            |               |               |               | 16            |
| Skate Israel                |               | 3             |               | 4             |
| Международные среди юниоров |               |               |               |               |
| Чемпионат мира              | 5             |               | 2             |               |
| Гран-при Венгрии            |               |               | 4             |               |
| Гран-при Германии           |               |               | 7             |               |
| Blue Swords                 |               | 11            |               |               |
| Ukrainian Souvenir          | 1             |               |               |               |
| Национальные                |               |               |               |               |
| Чемпионат России            | 14            |               |               | 9             |